# 千代田村 (静岡県)
千代田村（ちよだむら）は静岡県の中部、安倍郡に属していた村である。
現在の静岡市葵区南東部、流通センター通り沿道およびその北方の山間部まで占める南北に長い地域である。

## 地理
- 山：文殊岳
- 河川：巴川、長尾川

## 歴史
- 1889年（明治22年）4月1日 - 町村制の施行により、安倍郡・有渡郡の以下の各村が合併して千代田村が発足。
  - 安倍郡：上土新田［大部分］、川合新田、浅畑沼新田、上土豊地新田、上土新田下足洗新田川合新田請新田、北沼上村、川合村、南沼上村、南村［一部］
  - 有渡郡：静岡銭座町、沓谷村、下足洗村、上足洗村、下足洗新田、古庄村［一部］
- 1934年（昭和9年）10月1日 - 静岡市に編入。同日千代田村廃止。
- 2005年（平成17年）4月1日 - 静岡市が政令指定都市に移行し、旧村域は葵区となる。